# Chmieleuka
Chmieleuka (biał. Хмелеўка; ros. Хмелевка, Chmielewka) – wieś na Białorusi, w obwodzie mińskim, w rejonie mińskim, w sielsowiecie Pietryszki.
W czasach Rzeczypospolitej ziemie te leżały w województwie mińskim. W wyniku II rozbioru znalazły się w granicach Rosji. Wieś należała wówczas do ujezdu mińskiego w guberni mińskiej. Ponownie pod polską administracją w latach 1919–1920 w okręgu mińskim Zarządu Cywilnego Ziem Wschodnich.
We wsi znajduje się przystanek kolejowy Chmieleuka na linii Mińsk – Mołodeczno – Wilno.